# Breuci

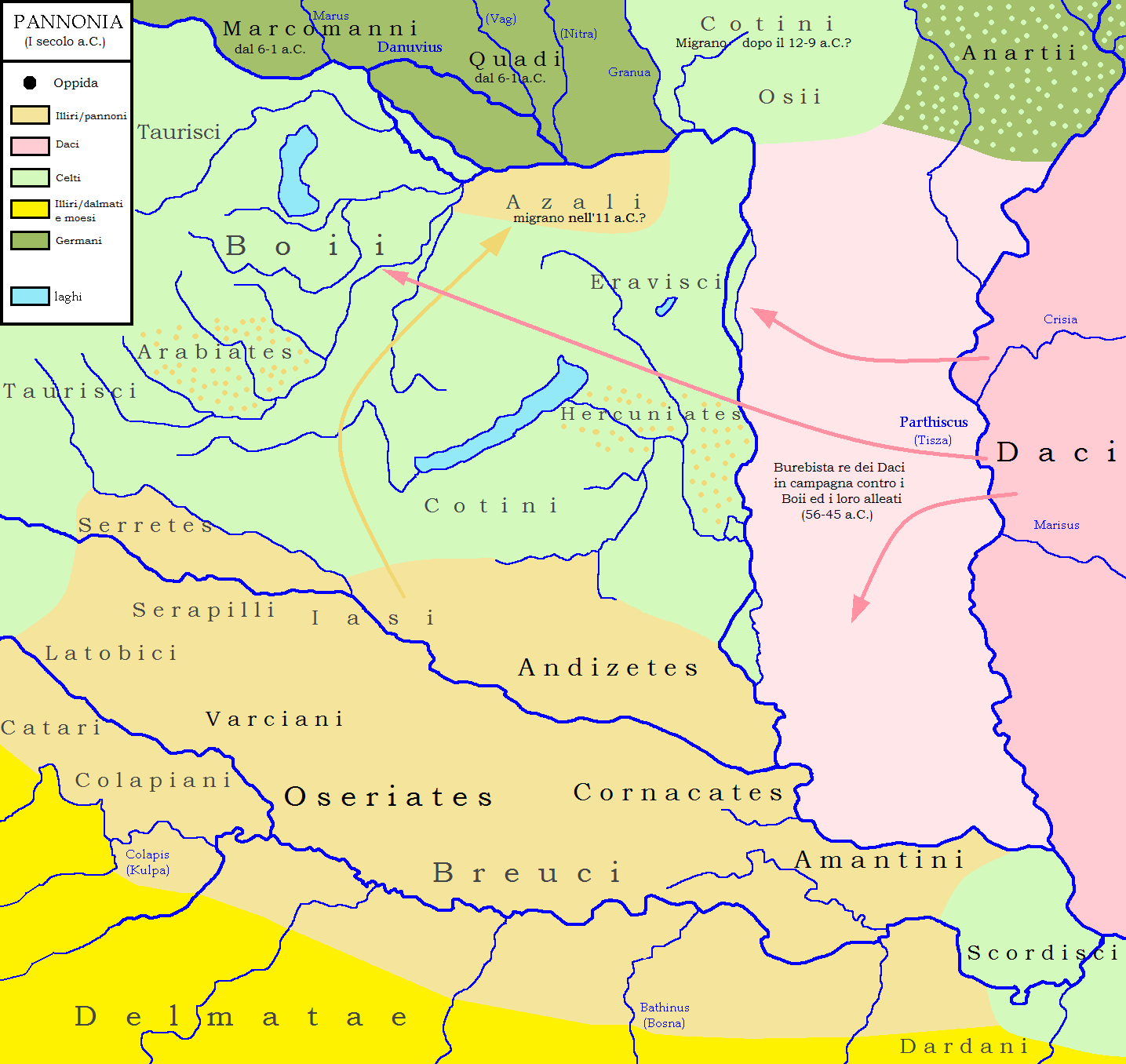
Le popolazioni illiriche e celtiche della Pannonia prima della conquista romana nel I secolo a.C.

I Breuci (Breuci in latino) erano un'antica popolazione della Pannonia di chiara origine illirica, che abitava il basso corso del fiume Sava. Confinavano a sud con il popolo dei Mezei, a nord con gli Andizeti, ad ovest con i Colapiani e gli Oseriati, ad est con Amantini e Scordisci, questi ultimi di stirpe celtica.

## Storia

### Origini
Il popolo dei Breuci, viene ricordato dagli storici e cartografi dell'epoca come Plinio il Vecchio, Strabone e Claudio Tolomeo, come una popolazione di stirpe illirica posizionata lungo il fiume Sava nell'area pannonica. Si presume che sia stato coinvolto insieme ai vicini Amantini e Scordisci nel respingere un'invasione di Cimbri e Teutoni (113 a.C. circa), inducendoli a cercar miglior fortuna ad occidente.
Potrebbero essere stati coinvolti nei piani espansionistici, prima dei Celti Boi e poi del re dei Daci Burebista (56-45 a.C.). Un decennio più tardi potrebbero essere stati spettatori, dell'avanzata di Ottaviano lungo la valle della Sava con la conquista della importante roccaforte di Siscia nel 35-34 a.C.

### La conquista romana

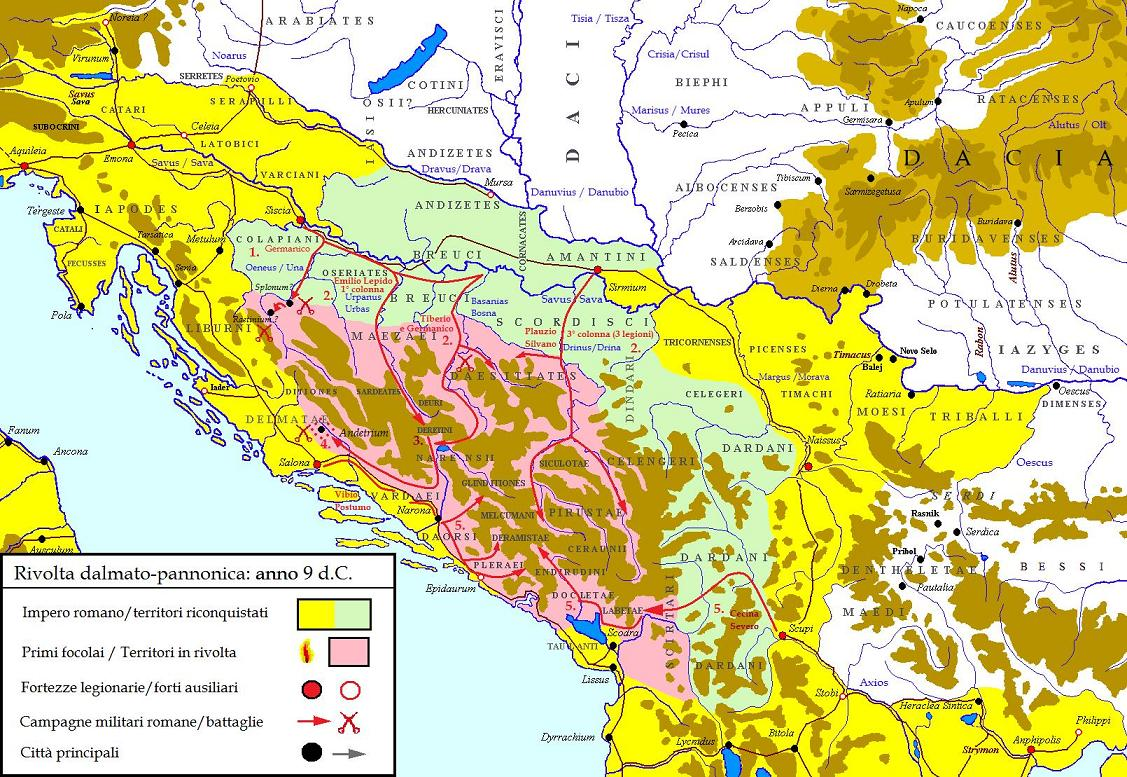
Al termine della rivolta dalmato-pannonica del 6-9, tutti i territori dell'area illirica a sud del fiume Drava, erano ora sotto il definitivo controllo romano.

Dal 14 al 9 a.C. i legati di Illirico e Macedonia, sotto l'alto comando prima di Agrippa e poi di Tiberio, occuparono tutti territori compresi tra il Mare Adriatico ed i fiumi Sava e Drava, riducendo le future province di Pannonia e Dalmazia sotto il dominio romano.

Dopo quindici anni di relativa tranquillità, nel 6 il settore danubiano tornava ad essere agitato. L'insurrezione ebbe inizio (nel 6), nella zona sudorientale dell'Illirico, fra il popolo dei Desiziati, comandati da un certo Batone, a cui seguì quella dei vicini Pannoni Breuci, sotto il comando di un certo Pinnes e di un secondo Batone. I mercanti romani furono massacrati, distaccamenti legionari vennero sopraffatti e nel giro di poche settimane l'intera area dell'attuale Bosnia era andata perduta.
Tiberio, richiamato d'urgenza dalla nuova campagna che stava conducendo a nord del Danubio, contro Maroboduo re dei Marcomanni, fu costretto ad impiegare quattro lunghi anni di guerra per battere separatamente le due coalizioni (dalmata e pannona), prima che potessero riunirsi, e fissava definitivamente il confine romano sulla Drava. Era il 9, e i Breuci erano definitivamente sottomessi.

### Coorti ausiliarie nell'esercito romano
Con la definitiva sottomissione di tutti i territori compresi tra il Mare Adriatico ed il fiume Drava, la popolazione dei Breuci continuò a fornire truppe ausiliarie all'interno dell'esercito romano come le seguenti coorti di fanteria:
- I Breucorum civium romanorum si trovava in Oriente (Egitto AE 1893, 91; CIL III, 13622 in un periodo a noi sconosciuto; la troviamo i Britannia ai tempi di Adriano (RIB 1288);
- II Breucorum si trovava in Mauretania Caesariensis nel 108 sotto Traiano (CIL XVI, 56), nel 243 (CIL VIII, 21560) e nel 283 sotto Marco Aurelio Carino CIL VIII, 22599;
- III Breucorum era in Germania sotto Domiziano (AE 2003, 2054) ed Antonino Pio (AE 1994, 1285);
- IIII Breucorum era in Britannia nel 127 sotto Adriano, (RMD-IV, 218) ed ancora all'epoca di Caracalla (RIB 1101);
- V Breucorum si trovava nel Norico nel 76 sotto Vespasiano (CIL XVI, 26) ed alla fine del regno di Adriano (AE 1988, 915);
- VI Breucorum in Germania inferiore nel 97-98 sotto Traiano (AE 1975, 632; RMD-IV, 216; AE 2003, 1218), sotto Adriano (AE 1997, 1314);
- VII Breucorum civium romanorum era in Germania superiore in zona Mogontiacum probabilmente all'epoca della guerra contro i Catti di Domiziano dell83-84 (AE 1945, 78; Ness-Lieb 170); viene trasferita in Pannonia inferiore in seguito alla crisi dacica dell'86 e qui la troviamo ancora nel 143 (AE 1999, 1353), nel 192 sotto Commodo (AE 2003, 2058), nel 203 sotto Settimio Severo (AE 1986, 616);
- VIII Breucorum in Germania inferiore (CIL XIII, 8693; CIL XIII, 8313).

### Fonti primarie
- Strabone, Geografia VII, 5, 3 (Illiria e Pannonia);
- Plinio il Vecchio, Naturalis Historia, III, 147;
- Dione, Storia romana libro LV, 29; 34.
- Svetonio, Vite dei Cesari, Tiberio, 9.

### Fonti secondarie
- András Mócsy, Pannonia and Upper Moesia, Londra/Boston, 1974.
- J.J.Wilkes, Dalmatia, 1969, Cambridge Massachusetts.